# Marek Mszyca
Marek Mszyca (ur. 2 lipca 1989, zm. 29 stycznia 2020) – polski malarz i grafik.

## Życiorys
Urodził się 2 lipca 1989 r. Ukończył studia licencjackie na Wydziale Grafiki Użytkowej i Malarstwa Sztalugowego Krakowskiej Akademii im. Andrzeja Frycza Modrzewskiego (2013 r.), a dwa lata później uzyskał magisterium na Wydziale Malarstwa Akademii Sztuk Pięknych im. Jana Matejki w Krakowie.
W 2013 r. jego plakat Stop and Think został wyróżniony na XII International Triennial of the Political Poster Show w Mons w Belgii. Uczestniczył w kilkunastu wystawach zbiorowych w Polsce i za granicą, a w 2017 r. miał indywidualną wystawę Maski. Poszukiwanie siebie w Miejskiej Galerii Sztuki w Częstochowie. Jego prace pokazywały inne częstochowskie galerie. W ostatnich latach życia związany z Częstochową.
Zmarł 29 stycznia 2020 r.